# Fürstalmbahn
De Furstalmbahn is een voormalige tweepersoons stoeltjeslift gebouwd door De Pretis in 1980 voor de Skilift Gerlos, onderdeel van de Zillertal Arena. De kabelbaan vervoerde mensen van Gmünd naar de Fürstalm. De stoeltjeslift werd in 2006 gesloten voor het winterseizoen. De kabelbaan was hierna nog wel gewoon geopend in de zomer voor wandelaren en dagjesmensen. Eind oktober 2009 is de stoeltjeslift definitief afgebroken. Het dalstation doet tegenwoordig dienst als arbeiderswoning voor de tak van Gerlos van de Zillertal Arena. Ook na de sloop van de kabelbaan is nog precies te zien waar het station in het gebouw gezeten heeft.

## Prestaties
Op de kabel zaten 186 stoeltjes die met een snelheid van 2,5 meter per seconde over de kabel gingen en dat leverde een totale capaciteit van 1000 personen per uur op. Eén ritje naar boven duurde 

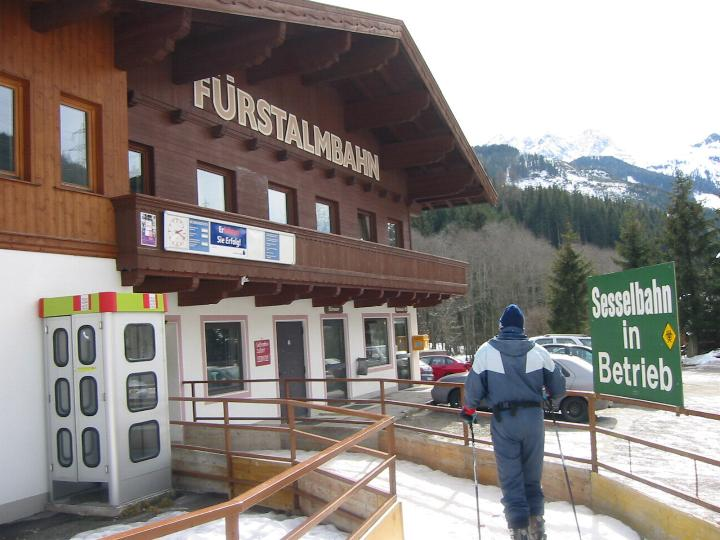

11.4 minuten en dan had je 1714 meter afgelegd.

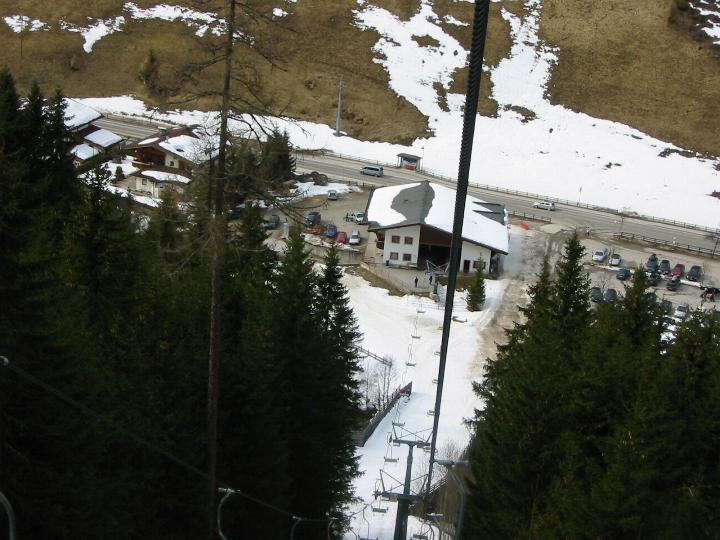
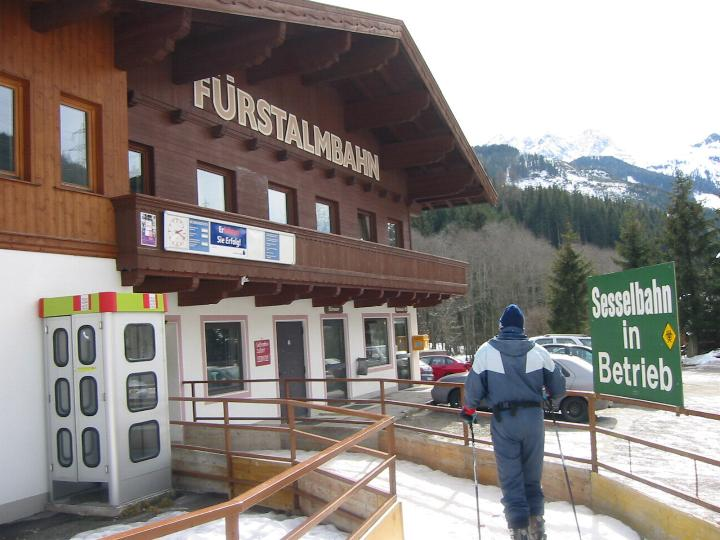
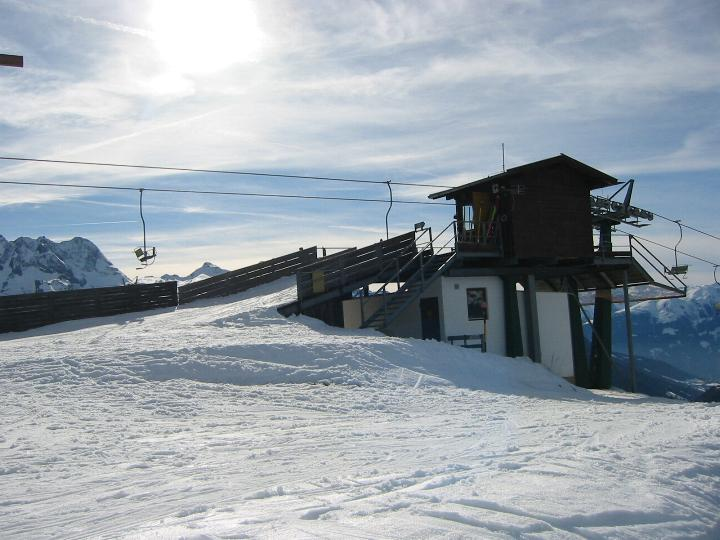
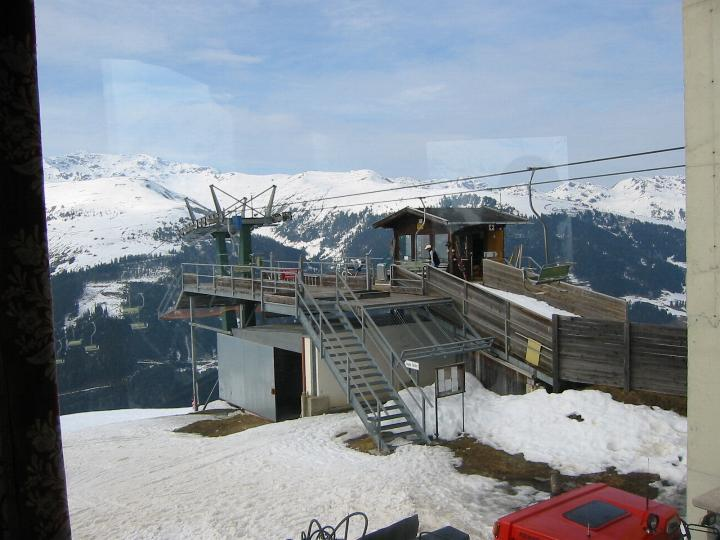

## Galerij

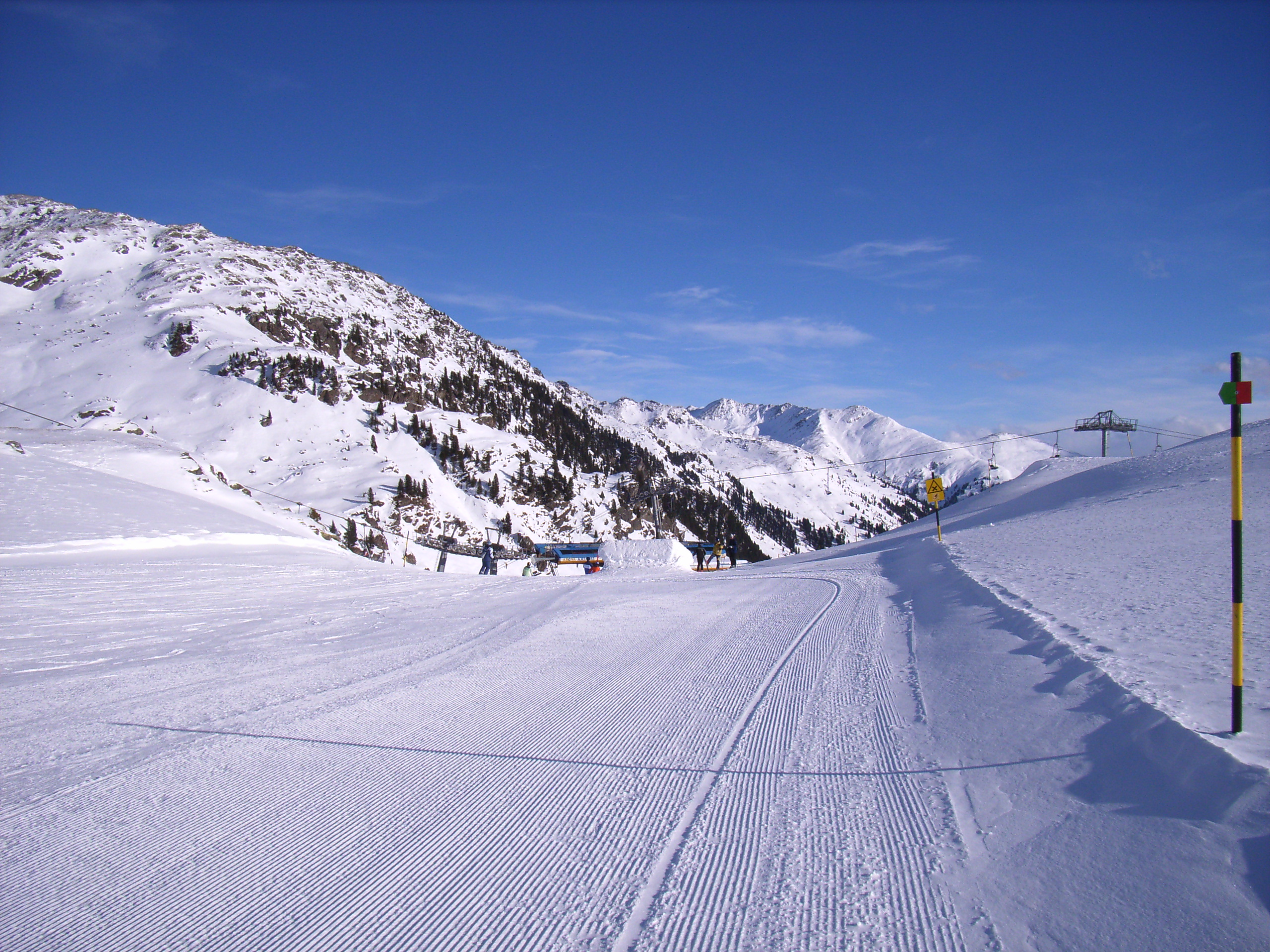
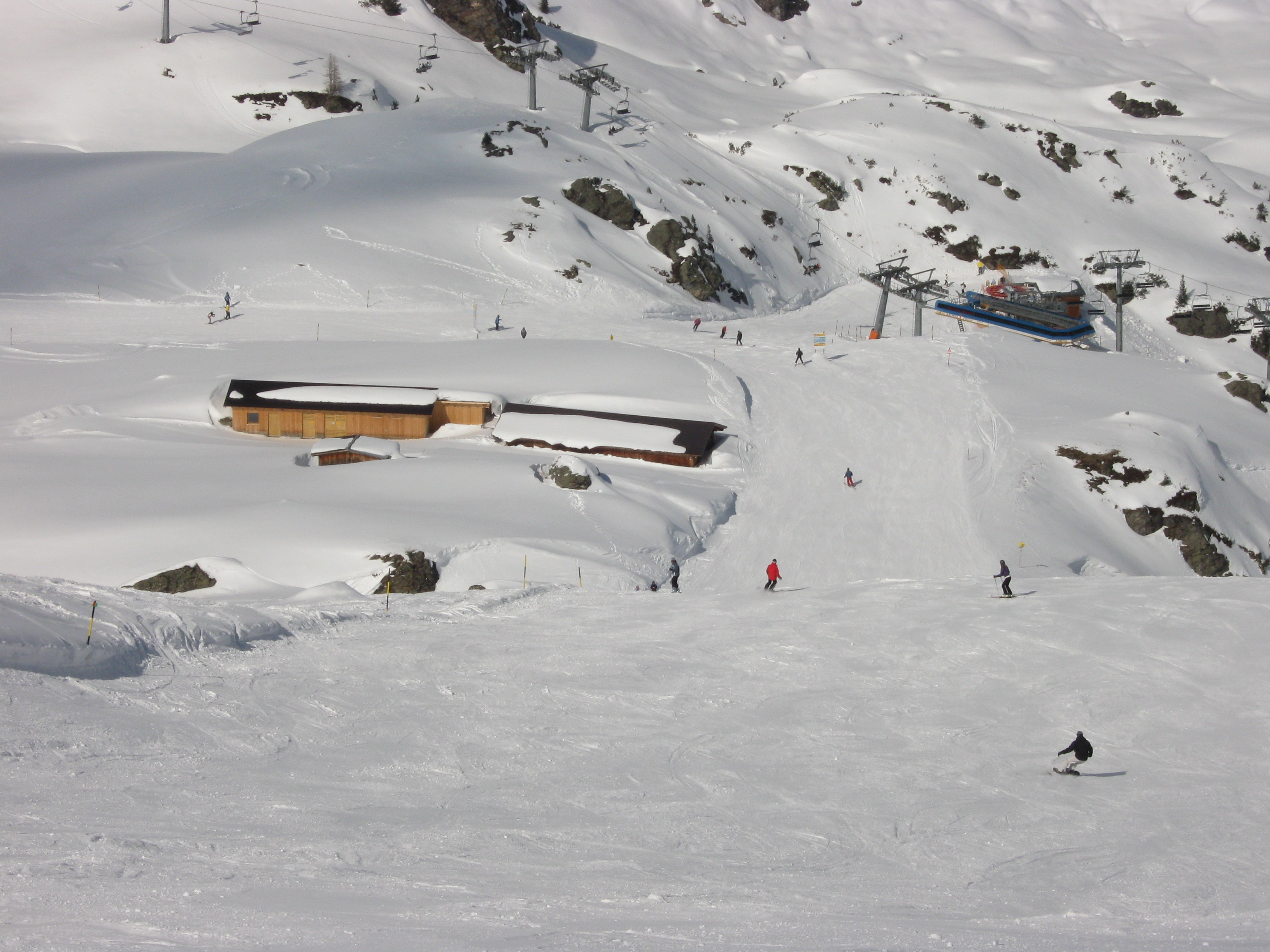
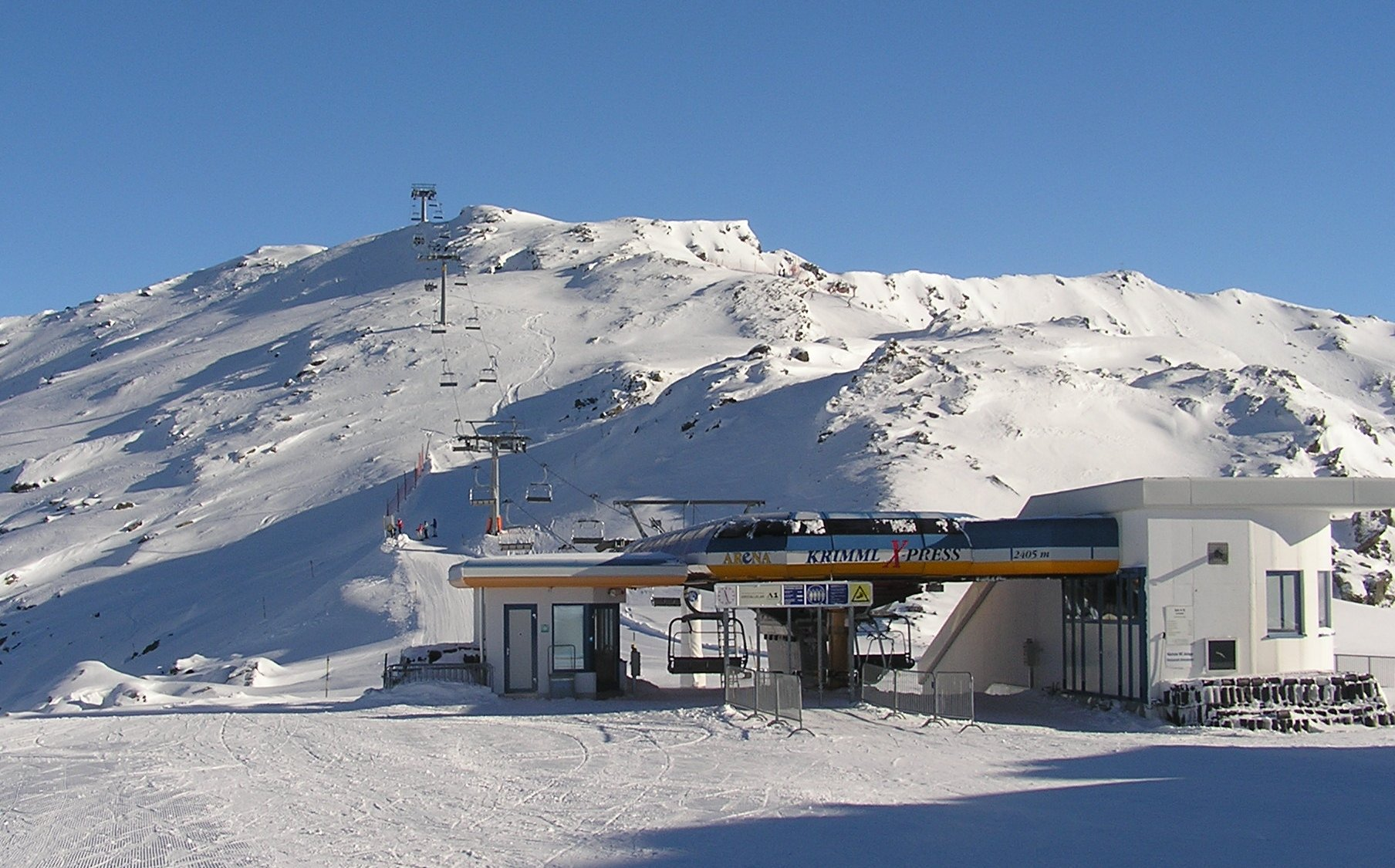
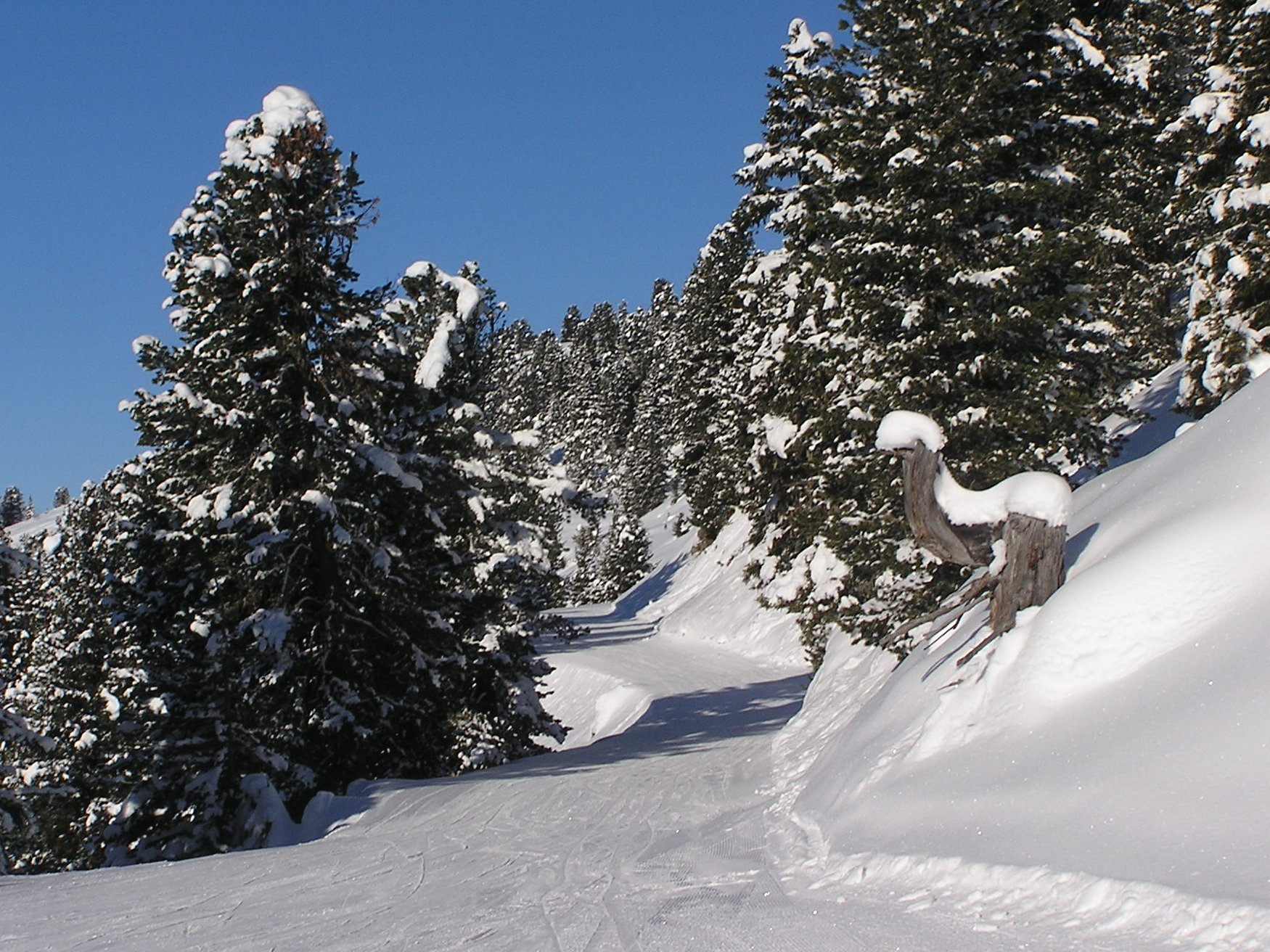

Duxer 6er Bubble · Ebenfeld Xpress · Fürstalmbahn · Fussalm Xpress · Gerlossteinbahn · Hanser Xpress · Isskogelbahn · Karspitz Xpress · Wilde Krimml · Krummbach Xpress · Plattenkogel Xpress I · Plattenkogel Xpress II · Rosenalmbahn I · Rosenalmbahn II · Sonnwendkopf · Karspitzbahn 1 · Karspitzbahn 2